# Йени махала (квартал в Газиосманпаша)
„Йени махала“ (на турски: Yenimahalle) е квартал на Истанбул, разположен в околия Газиосманпаша. Според данни на Адресната система за регистриране на населението (ABPRS) към 2023 г. населението на „Йени махала“ е 35 925 жители.